# Shades of Rhythm
Shades of Rhythm was een Britse danceact uit Peterborough die in de vroege jaren negentig enkele ravehits produceerde. De groep is vooral bekend om The Sound of Eden (1991) en Musical Freedom (1994). Na het uiteenvallen richtten twee van de leden de act DrumAttic Twins op.

## Shades of Rhythm
De groep werd in 1988 opgericht door Kevin Lancaster, Nick Slater en Rayan Hepburn, die elkaar uit het clubcircuit rondom Peterborough kenden. Ze debuteerden met de plaat Just Feel It (1989) en het album Frequency. Van het album lieten ze 1000 stuks persen die ze vanuit hun auto aan platenzaken verkochten. Na succes werden er nog eens 1000 gemaakt, die ook allemaal verkocht werden. Het leverde ze de nodige boekingen op voor shows. Ook krijgen ze een deal op het ZTT Records.
Begin 1991 bereikten ze voor het eerst de Britse hitlijsten met de dubbelsingle Homicide/Exorcist. Daarna volgen snel singles als Sweet Sensation, The Sound of Eden en Extacy. Hiermee kwamen ze meerdere malen in de Britse hitlijsten terecht. Ook brachten ze het album Shades (1991) uit, dat meer dan 50.000 keer werd verkocht. De platenmaatschappij zag graag meer hits maar de groep weigerde daar zijn muzikale koers op aan te passen. De jaren daarna bleven er singles verschijnen die wat meer richting house neigden. Het nummer Musical Freedom werd in 1994 een nieuwe hit, die ook in Nederland aansloeg. In eigen land werd Psycho Bass (1997) nog een hitje. Dance Among Strangers was in 1999 de laatste single van het drietal. Daarna vertrok Rayan Hepburn.

## DrumAttic Twins
Nick Slater en Kevin Lancaster gingen samen verder. Op hun zolder hadden ze van het verdiende geld de DrumAttic-studio ingericht. Als DrumAttic Twins maakten ze het nummer Feelin' Kinda Strange. Dit nummer werd enkele jaren later, in 2003, een radiohitje na het verschijnen van het debuutalbum Drummatic. Later verhuisden ze ieder naar een andere kant van het Verenigd Koninkrijk, maar via het internet bleven ze samenwerken. Daarna verschenen er nog diverse singles, ep's en het album Hammer+Tongs (2009). Samen met Lee Coombs vormden ze ook The Freakazoids.

## Discografie

### Hitnoteringen
| Single met eventuele hitnotering(en) in de Nederlandse Top 40 | Datum van verschijnen | Datum van binnenkomst | Hoogste positie | Aantal weken | Opmerkingen                                   |
| ------------------------------------------------------------- | --------------------- | --------------------- | --------------- | ------------ | --------------------------------------------- |
| Musical Freedom                                               | 1994                  | 10-12-1994            | 38              | 3            | Dancesmash op Radio 538                       |
| Feelin' Kinda Strange                                         | 2003                  | 12-4-2003             | 33              | 5            | als DrumAttic Twins / Dancesmash op Radio 538 |